# Luis de Meyer
Luis Antonio de Meyer (1903 — data de morte desconhecido) foi um ciclista olímpico argentino. Meyer representou sua nação nos Jogos Olímpicos de Verão de 1924 e 1928.